# Ignatius Kilage
Sir Ignatius Kilage GCMG (* 1941; † 31. Dezember 1989) war ein papua-neuguineischer Politiker.

## Biografie
Im Laufe seiner politischen Laufbahn wurde er Ombudsmann des Landes und wurde am 1. März 1989 Nachfolger von Sir Kingsford Dibela als Generalgouverneur von Papua-Neuguinea. Nach seinem Amtsantritt wurde er von Königin Elisabeth II. zum Knight Grand Cross des Order of St. Michael and St. George ernannt.
Am 31. Dezember 1989 starb er plötzlich und unerwartet während der Neujahrsfeierlichkeiten in seinem Amt. Nach seinem Tode wurde 1991 nach ihm das „Sir-Ignatius-Kilage-Stadium“ benannt.
Kilage war darüber hinaus ein bekannter Schriftsteller Papua-Neuguineas. Zu seinen bekannteren Büchern gehören:
- „My Mother Calls Me Yaltep“, Melbourne 1980
- „The Adventures of Yomba The Trickster“, Melbourne 1994 (Posthum).